# Listă de actori francezi
Aceasta este o listă de actori francezi:

Cuprins: Început - 0–9 A B C D E F G H I J K L M N O P Q R S T U V W X Y Z

## A
- Isabelle Adjani
- Renée Adorée
- Anouk Aimée
- Madame Albert
- Sandrine Alexi
- Catherine Allégret
- Mathieu Amalric
- Aurélie Amblard
- Annabella
- André Antoine
- Fanny Ardant
- Mhamed Arezki
- Arletty
- Henri Attal
- Yvan Attal
- Jeanne Aubert
- Cécile Aubry
- Michel Auclair
- Stéphane Audran
- Claudine Auger
- Jean-Pierre Aumont
- Michel Aumont
- Daniel Auteuil
- Serge Avedikian

## B
- Édouard Baer
- Josiane Balasko
- Nicolas Anselme Baptiste
- Brigitte Bardot
- Jean-Louis Barrault
- Marie-Christine Barrault
- Gérard Barray
- Olivier Baroux
- Harry Baur
- Nathalie Baye
- Emmanuelle Béart
- Ramzy Bedia
- Jeanne Bérangère
- Annie Belle
- Yasmine Belmadi
- Jean-Paul Belmondo
- Sarah Bernhardt
- Claude Berri
- Dominique Blanchar
- Pierre Blanchar
- Françoise Blanchard
- René Blancard
- Bernard Blier
- Suzanne Bianchetti
- Juliette Binoche
- Dany Boon
- Richard Bohringer
- Elodie Bouchez
- Pierre Boulanger
- Carole Bouquet
- Michel Bouquet
- Bourvil
- Jean-Pierre Bouyxou
- Angelique Boyer
- Charles Boyer
- Claude Brasseur
- Pierre Brasseur
- Jean-Claude Brialy
- Pierre Brice
- Liina Brunelle

## C
- Guillaume Canet
- Capucine
- Jean Carmet
- Martine Carol
- Leslie Caron
- Jean-Pierre Cassel
- Vincent Cassel
- Laetitia Casta
- Catherine Castel
- Marie-Pierre Castel
- Daniel Ceccaldi
- Alain Chabat
- Marie Champmeslé
- Alexandre Charlet
- Maurice Chevalier
- Charles Chevillet
- Christian Clavier
- Aurore Clément
- Corinne Cléry
- François Cluzet
- Alice Cocéa
- Coluche
- Benoît-Constant Coquelin
- Ernest Alexandre Honoré Coquelin
- Stéphane Cornicard
- Clovis Cornillac
- Marion Cotillard
- Clotilde Courau
- Darry Cowl
- Bruno Cremer
- René Cresté
- Valérie Crunchant

## D
- Béatrice Dalle
- Marie-Louise Damien
- Lili Damita
- Mireille Darc
- Colette Darfeuil
- Mireille Dargent
- Gérard Darmon
- Danielle Darrieux
- Claude Dauphin
- Josette Day
- Jamel Debbouze
- Emilien De Falco
- Raf De La Torre
- Suzy Delair
- Pierre-Henri Deleau
- Lollie Alexi Devereaux
- Lily-Rose Melody Depp
- Virginie Déjazet
- Danièle Delorme
- Alain Delon
- Julie Delpy
- Jean Desailly
- Catherine Deneuve
- Gérard Depardieu
- Guillaume Depardieu
- Patrick Dewaere
- Vernon Dobtcheff
- Françoise Dorléac
- Mélanie Doutey
- Juliette Drouet
- Joséphine Duchesnois
- Jean Dujardin
- Albert Dupontel
- Jacques Dutronc

## E
- Gad Elmaleh
- Jérémie Elkaïm

## F
- Saturnin Fabre
- Renée Faure
- Charles Nicolas Favart
- Frédéric Febvre
- Fernandel
- Edwige Feuillère
- Marina Fois
- Sara Forestier
- Brigitte Fossey
- Victor Francen
- Pierre Fresnay
- Louis de Funès

## G
- Jean Gabin
- Gabriel Gabrio
- Charlotte Gainsbourg
- Serge Gainsbourg
- Michel Galabru
- Henri Garat
- Nicole Garcia
- Daniel Gélin
- Marin Gerrier
- Bernard Giraudeau
- Annie Girardot
- Judith Godrèche
- François Jules Edmond Got
- Fernand Gravey
- Eva Green
- Juliette Gréco
- Louise Grinberg
- Georges Guibourg
- Lucien Germain Guitry
- Sacha Guitry

## H
- Jane Hading
- Johnny Hallyday
- Adèle Haenel
- Françoise Hardy
- Catherine Hessling
- Isabelle Huppert

## I
- Eva Ionesco

## J
- Catherine Jacob
- Irène Jacob
- Claude Jade
- Marlène Jobert
- Louis Jourdan
- Louis Jouvet
- Odette Joyeux
- Eric Judor
- Gérard Jugnot
- Sandra Julien

## K
- Valérie Kaprisky
- Tchéky Karyo
- Mathieu Kassovitz
- Salim Kechiouche
- Véra Korène

## L
- Christopher Lambert
- Robert Lamoureux
- Michèle Laroque
- Dominique Laffin
- Gérard Lanvin
- Elise Larnicol
- Pierre Larquey
- Chantal Lauby
- Mélanie Laurent
- Samuel Le Bihan
- Jean-Pierre Léaud
- Ginette Leclerc
- Jacques Lecoq
- Adrienne Lecouvreur
- Virginie Ledoyen
- Jean Lefebvre
- Valérie Lemercier
- Adélaïde Leroux
- Thierry Lhermitte
- Max Linder
- Vincent Lindon
- Michael Lonsdale
- Sylvia Lopez
- Fabrice Luchini
- Lugné-Poe

## M
- Jean Marais
- André Maranne
- Marcel Marceau
- Sophie Marceau
- Georges Marchal
- Janie Marèse
- Frédéric Mariotti
- Olivier Martinez
- Pierre-François Martin-Laval
- Maria Mauban
- Mathilda May
- Étienne Mélingue
- Daniel Mendaille
- Kad Merad
- Claude Mérelle
- Roxane Mesquida
- Paul Meurisse
- Bernard Minet
- Pierre Mondy
- Yves Montand
- Jeanne Moreau
- John Moreno
- Michèle Morgan
- Gaby Morlay
- Francine Mussey

## N
- Samy Naceri
- Magali Noël
- Noël-Noël
- Philippe Noiret
- Paulette Noizeux
- France Nuyen

## O
- Bulle Ogier
- Pascale Ogier
- Madeleine Ozeray

## P
- Hervé Paillet
- Pierre Palmade
- Vanessa Paradis
- Anne Parillaud
- Marie-Georges Pascal
- François Périer
- Raymond Pellegrin
- Léonce Perret
- Nathalie Perrey
- Francis Perrin
- Jacques Perrin
- Jean Peyrière
- Gérard Philipe
- Michel Piccoli
- Roger Pierre
- Dominique Pinon
- Marie-France Pisier
- Elvire Popesco
- Georges Poujouly
- Perrette Pradier
- Albert Préjean
- Micheline Presle
- Yvonne Printemps
- Wojciech Pszoniak

## R
- Pierre-Loup Rajot
- Blanche Ravalec
- Camille Razat
- Serge Reggiani
- Simone Renant
- Madeleine Renaud
- Jean Reno
- Pierre Renoir
- Hortense Rhéa
- Claude Rich
- Jean Richard
- Pierre Richard
- Pierre Richard-Willm
- Stéphane Rideau
- Dany Robin
- Gabrielle Robinne
- Jean Rochefort
- Sonia Rolland
- Viviane Romance
- Béatrice Romand
- Maurice Ronet
- Raymond Rouleau
- Jean-Paul Rouve
- Benoît Régent
- Gabrielle Réjane
- Noël Roquevert

## S
- Ludivine Sagnier
- Renée Saint-Cyr
- Xavier Saint-Macary
- Maria Schneider
- Romy Schneider
- Emmanuelle Seigner
- Mathilde Seigner
- Michel Serrault
- Jean Servais
- Simone Signoret
- Michel Simon
- Simone Simon
- Sam Spiegel (actor)
- Omar Sy

## T
- Jacques Tati
- Audrey Tautou
- Sylvie Testud
- Jean-Louis Trintignant
- Marie Trintignant
- François Truffaut

## U
- Gaspard Ulliel

## V
- Christian Vadim
- Charles Vanel
- Michael Vartan
- Lino Ventura
- Paul Vermoyal
- Henri Vidal
- Hervé Villechaize
- Jacques Villeret
- Pascal Vincent
- Marthe Vinot
- Marina Vlady

## W
- Catherine Wilkening
- Lambert Wilson
- Peter Wyngarde

## Y
- Jean Yanne

## Z
- Jean-Pascal Zadi